# Acanthella branchia
Acanthella branchia är en svampdjursart som beskrevs av Sim, Kim och Byeon 1990. Acanthella branchia ingår i släktet Acanthella och familjen Dictyonellidae.
Artens utbredningsområde är havet utanför Sydkorea. Inga underarter finns listade i Catalogue of Life.